# 韦恩·格拉斯哥
维克托·韦恩·格拉斯哥（英語：Victor Wayne Glasgow，1926年1月17日—2000年12月31日），美国男子篮球运动员，曾代表美国国家队参加1952年夏季奥林匹克运动会男子篮球比赛，最终获得金牌。